# Antologia de Sitges
L'Antología de Sitges va ser una revista cultural sitgetana que es publicà entre 1950 i 1955. El seu subtítol era Antologia o Florilegio de Sitges, es un tratado de todo lo Bueno que ha florecido en Sitges, digno de salvarse del Olvido.

## Història
Va començar a publicar-se el 1950 i l'últim número aparegué cinc anys després. La intenció dels creadors de la revista era que sortissin anualment dues publicacions. El primer any, però, només va sortir a la llum un número. Els creadors de la revista varen ser Noel Clarasó, Josep Mirabent i Magrans, Salvador Marsal, José A. Martínez Sardá, Ramon Miquel i Planas i César Gonzalez Ruano, que en un sopar l'any 1946 tingueren la idea de fundar la revista. No es portà a terme, però, fins a l'any 1950 i sense César González.
El primer número que es va publicar era molt extens, 223 pàgines. El següent número no es publicà fins a dos anys després, amb una reducció de planes considerable, amb només 66 planes. En aquest número, la revista comença a incloure publicitat, principalment relacionada amb comerços de la vila. Els altres números que es publicaren també estigueren entre les 60 i les 90 pàgines.

## Missió i propòsit de la revista
- Recordar la labor cultural de Sitges anterior
- Projectar aquest treball a nivell espanyol i amb la voluntat de poder ser consultada en un futur
- Projectar els nous projectes culturals de Sitges

## Temàtica i presentació
L'Antologia de Sitges no presentava unes seccions marcades. Tingué una certa continuïtat la secció Materiales para una historia cultural de Sitges (de Ramon Planas), menys en els dos últims números, on es tractava sobre la història passada de Sitges. A la sombra de las palmeres, antologia de fragments de textos d'autors destacats, també fou una secció més o menys fixa al llarg de la seva curta història. Unas memorias intrascendentes era una secció on Josep Ramon Benaprès hi publicava les seves memòries.
La temàtica principal de la revista era la cultura, un camp on la revista tocava tots els tipus de cultura i altres temàtiques relacionades amb la bellesa, com la natura. La història de Sitges també fou una temàtica recurrent. A continuació, s'esmenten algunes de les temàtiques concretes que tractaren els articles publicats a Antologia de Sitges:
- Record dels personatges del món de la cultura passats
- Comentaris d'opinió sobre Sitges
- Història i arquitectura de Sitges
- Poemes
- Capítols de llibres d'autors de Sitges amb comentaris
- Articles d'opinió sobre pintura
- Museus de Sitges: Inauguració d'unes sales del Museu Romàntic
- Teatre: repàs del teatre de l'última dècada, i què deixava en el teatre de l'actualitat
- Estudio tècnico del campo de golf de Terramar, descripció de l'entorn de Sitges
- Poesia en anglès
- Notícies relacionades amb la cultura (curs de la UB a Sitges, mort d'un important escriptor irlandès, conferències celebrades a la biblioteca Santiago Rusiñol, cursos d'estiu...)
- Notícies d'esdeveniments destacats tot i no ser culturals, com unes regates celebrades a la vila
- Recomanacions de lectures
- Opinions de turistes que visiten Sitges